# Madurella
Madurella Brumpt – rodzaj grzybów z typu workowców (Ascomycota).

## Charakterystyka
Grzyby glebowe, saprotrofy, występujące szczególnie w tropikalnych i subtropikalnych obszarach Afryki, Indii i Ameryki Południowej. Są grzybami strzępkowymi znanymi wyłącznie jako formy rozmnażające się bezpłciowo (anamorfy).
Niektóre gatunki Madurella mogą jednak przejść z saprotroficznego trybu życia na pasożytniczy i wywoływać u ludzi i zwierząt groźne grzybice ogólnoustrojowe, najczęściej stopę madurską – chorobę, w której patogen atakuje tkanki skórne i podskórne, powięzie i kości. Typowe są obrzęki i drenujące zatoki.

## Systematyka i nazewnictwo
Pozycja w klasyfikacji według Index Fungorum: Incertae sedis, Sordariales, Sordariomycetidae, Sordariomycetes, Pezizomycotina, Ascomycota, Fungi.
Takson utworzył Émile Brumpt w 1905 r. Synonimy:
- Indiella Brumpt 1906
- Rubromadurella Talice 1935[3].

Niektóre gatunki:
- Madurella algiris (R. Blanch. & Nocard) C.W. Dodge 1935
- Madurella americana Gammel 1927
- Madurella mycetomatis (Laveran) Brumpt 1905
- Madurella pseudomycetomatis J. Yan, J. Deng, C.J. Zhou, B.Y. Zhong & F. Hao 2010

Nazwy naukowe na podstawie Index Fungorum.